# Argia nahuana
Argia nahuana är en trollsländeart som beskrevs av Philip Powell Calvert 1901. Argia nahuana ingår i släktet Argia och familjen dammflicksländor. Inga underarter finns listade i Catalogue of Life.

## Bildgalleri

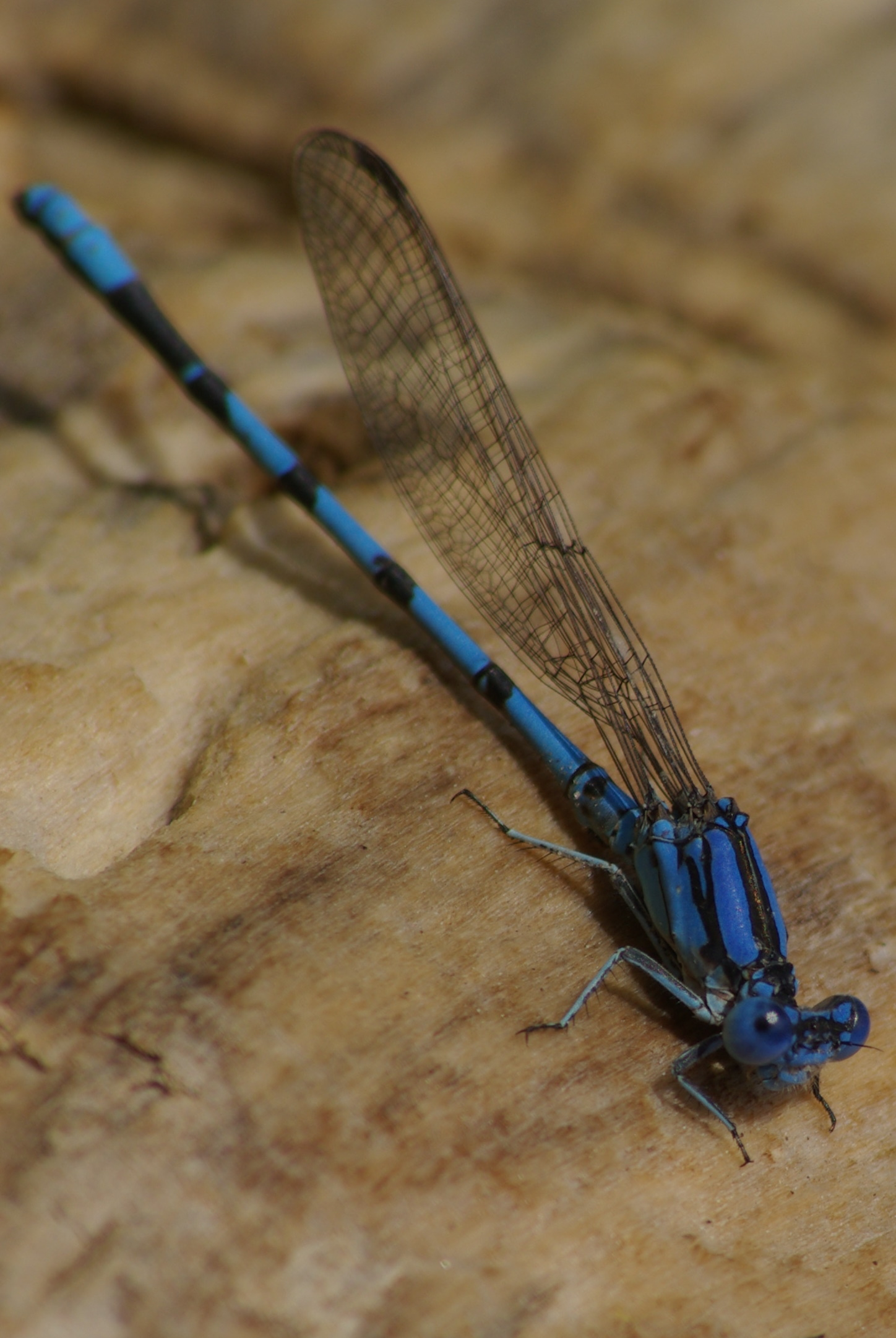